# Перескоков, Юрий Валентинович
Юрий Валентинович Перескоков (15 мая 1963, Москва — 23 июня 2023, Тула) — советский и российский футболист, выступавший на позиции вратаря. Окончил ГУУ по специальности «Менеджмент в игровых видах спорта». После завершения игровой карьеры — российский тренер вратарей.

## Карьера
Юрий Перескоков — воспитанник ФШМ Москва. Начал свою карьеру в команде ЦСКА (Москва). Выступал только за дубль. Затем перешёл в клуб первой лиги «Динамо» (Киров), за который провёл 6 матчей. В 1983 году перешёл в московский «Спартак». Провёл две игры за дубль «красно-белых». В дубле он не выдержал конкуренции со стороны Андрея Михалычева и через полгода перешёл в «Красную Пресню». Там он играл под руководством Олега Романцева, являясь игроком основы команды. В 1987 году Перескоков перешёл в «Нефтчи» (Баку), в составе которого дебютировал в высшей лиге чемпионата СССР. Затем играл за «Факел» (Воронеж), «Спартак» (Владикавказ) и «Пахтакор». Завершил карьеру в нижегородском «Локомотиве».
Завершив карьеру игрока, Перескоков остался в «Локомотиве» и стал там работать тренером вратарей. В 1998 и 1999 годах он значился в клубе и игроком, однако ни одного матча не провёл.
С апреля по декабрь 2001 года Перескоков работал главным тренером мини-футбольного клуба «Норильский никель». С 2002 по июль 2003 года работал тренером вратарей новороссийского «Черноморца».
Затем работал тренером вратарей московского «Спартака», заняв должность Алексея Прудникова, ушедшего из клуба вместе с Романцевым. В марте 2007 года спортивный директор клуба Сергей Шавло перевёл Перескокова тренировать вратарей дубля «Спартака», после чего Перескоков уволился из клуба. После этого Перескоков перешёл в клуб «Химки».
В марте 2009 года Перескоков стал тренером вратарей астанинского «Локомотива».
С сентября 2010 года тренер вратарей брянского «Динамо».
С июня 2014 года тренер вратарей «Уфы».
Умер 23 июня 2023 года.

## Достижения
- Обладатель Кубка РСФСР: 1985